# Shari Redstone
Pour les articles homonymes, voir Redstone.
Shari Ellin Redstone (née le 14 avril 1954) est une dirigeante américaine dans l'industrie des médias, qui a par le passé travaillé dans le secteur du divertissement et dans d'autres entreprises similaires. 
Fille du magnat des médias Sumner Redstone, elle est actuellement présidente de National Amusements et vice-présidente de CBS Corporation. Elle a été nommée présidente du conseil d'administration de ViacomCBS le 13 août 2019.